# Poecilodryas
Poecilodryas is een geslacht van zangvogels uit de familie Petroicidae (Australische vliegenvangers).

## Soorten
Het geslacht kent de volgende soorten:
- Poecilodryas cerviniventris  – Bruinoorvliegenvanger
- Poecilodryas hypoleuca  – Zwartflankvliegenvanger
- Poecilodryas superciliosa  – Witoorvliegenvanger